# Psittacanthus bolivarensis
Psittacanthus bolivarensis är en tvåhjärtbladig växtart som beskrevs av Kuijt. Psittacanthus bolivarensis ingår i släktet Psittacanthus och familjen Loranthaceae. Inga underarter finns listade i Catalogue of Life.